# Albert Speer (építész, 1934–2017)
Albert Speer (Berlin, 1934. július 29. – Frankfurt am Main, 2017. szeptember 15.) német építész és várostervező, Albert Speer (1905-1981) fia. Nagyapja, Albert Friedrich Speer szintén építész.

## Élete
Első nemzetközi díját 1964-ben nyerte, ezt követően megnyitotta saját építészirodáját. Főként a várostervezés érdekelte. A várostervezést tekintette fő területének. Dolgozott Szaúd-Arábiában. 1977-ben a Kaiserslauterni Egyetem professzora lett. 2001 óta van irodája Sanghajban.
2017. szeptember 15-én, 83 éves korában halt meg a németországi Frankfurt am Mainban, műtéti konplikációk következtében, miután korábban otthon baleset érte, s emiatt műteni kellett.

### Kapcsolata apjával
A náci tisztviselők más gyermekeihez, például Gudrun Himmlerhez és Edda Göringhez hasonlóan Speer is apja árnyékában kényszerült élni. Míg Himmler megpróbálta rehabilitálni apját, Göring pedig mindent megtett, hogy egyáltalán ne beszéljen róla, Speer azt mondta, hogy egész életében igyekezett elhatárolódni tőle.
Szerinte apja nem az a fajta apa volt, aki átnézte volna a házi feladatot, utalva figyelmetlenségére és enyhe hanyagságára, emellett azt  állította, hogy Hitler az ő szemszögéből mindössze egy kedves nagybácsi volt. Azt is mondta, hogy apját jó építésznek tartotta.

## Fordítás
Ez a szócikk részben vagy egészben  az   Albert Speer (born 1934) című angol Wikipédia-szócikk ezen változatának fordításán alapul.  Az eredeti cikk szerkesztőit annak laptörténete sorolja fel. Ez a jelzés csupán a megfogalmazás eredetét és a szerzői jogokat jelzi, nem szolgál a cikkben szereplő információk forrásmegjelöléseként.